# ان رقمی
N رقمی عددی است که تعداد ارقام آن نامشخص است. این بحث را ابوریحان بیرونی ریاضیدان ایرانی برای اولین بار مطرح کرد. اما این بحث تا زمان نیوتن و شروع محاسبات نیوتنی مسکوت ماند. نیوتن با شروع بحث بینهایت و این که یک عدد نا محدود می‌تواند وجود داشته باشد افکار را به سوی این موضوع کشانده و در نهایت جان فک با گذاردن حرف اول نام نیوتن بحث ان رقمی را بسط داد.
امروزه از ان‌رقمی‌ها و ان‌ها در جبر، ریاضیات، حساب، دیفرانسیل، انتگرال، محاسبات عددی، اعداد مختلط و فیزیک استفاده میکنیم.